# Украинская эсперанто-ассоциация
Украинская Эсперанто-Ассоциация (укр. Українська Есперанто Асоціація, УкрЕА; эсп. Ukrainia Esperanto Asocio (UkrEA), UkrEA) — всеукраинская, добровольная, общественная, некоммерческая организация, объединяющая эсперантистов и сторонников эсперанто по всей Украине.

## Предшественники
Ассоциация продолжает деятельность Всеукраинского комитета (1925—1937), Союза эсперантистов Советских республик (1921—1937). Одновременно при этом является правопреемником Эсперанто-комиссии при Украинском обществе дружбы и культурных связей с зарубежными странами (1968—1973), Украинского общества эсперантистов-активистов (1975—1980) и Украинского республиканского отделения ассоциации советских эсперантистов (1980—1989).

## Организационная структура
Главным руководящий орган ассоциации — конгресс, который собирается не реже 1 раза в 3 года, как правило, в ноябре. В работе съезда имеют право принимать участие все члены ассоциации. Конгресс выбирает руководителей и определяет основные направления деятельности ассоциации.
Главный исполняющий орган — президиум УкрЕА, глава которой является президент ассоциации. Он выбирается сроком на 3 года, но не больше чем на два последующих срока.

## Положение о членах ассоциации
Ассоциация состоит из индивидуальных и почётных членов.
Индивидуальными членами могут быть эсперантисты, которые удовлетворяют одному из условий:
- проживают на территории Украины;
- являются гражданами Украины;
- проживают или являются гражданами других стран и происходят из Украины.

Члены подразделяются на категории А, B, C в зависимости от периодичности уплаты членских взносов. Причем, члены категории С также считаются членами Всемирной ассоциации эсперанто и имеет больше полномочий и льгот на услуги ассоциации, чем члены категории B, в свою очередь члены категории B имеют больше возможностей для взаимодействия с ассоциацией, чем члены категории А.
Почётными членами ассоциации могут быть лица, которые внесли существенный вклад в дело распространения языка эсперанто или оказали существенную помощь или важные услуги ассоциации.